# Каспичан (община)
Община Каспичан е разположена в Североизточна България и е една от съставните общини на област Шумен.

## География

### Географско положение, граници, големина
Общината е разположена в източната част на област Шумен. С площта си от 275,056 km2 е 8-ата по големина сред 10-те общините на областта, което съставлява 8,11% от територията на областта. Границите ѝ са следните:
- на югозапад и запад – община Шумен;
- на североизток – община Нови пазар;
- на изток – община Ветрино, област Варна;
- на югоизток – община Провадия, област Варна;

### Природни ресурси

#### Релеф
Релефът на общината е равнинен и платовиден, като територията ѝ попада в Източната Дунавска равнина.
Южната половина на общината е заета от централните, най-високи части на Провадийското плато, което със стръмни, на места отвесни склонове се спуска на северозапад, север и североизток към долините на Провадийска река и десният ѝ приток Мътнишка река. В северната му част се издига Мадарското плато, което представлява едно цяло с Провадийското плато. В Мадарското плато се намира най-високата точка на Провадийското плато и на цялата община Каспичан – връх Двете могили 429,8 m, разположен на 1 km южно от квартал „Калугерица“ на град Каспичан. Североизточно от платото, на границата с община Ветрино, в коритото на Провадийска река се намира най-ниската точка на общината – 69 m н.в.
Останалата, северна половина на община Каспичан е заета от обширното Плисковско поле с надморска височина от 100 до 200 m.

#### Води
Основна водна артерия на община Каспичан е Провадийска река, която протича през нея от северозапад на югоизток с част от горното си течение. В град Каспичан в нея отдясно се влива Мътнишка река (Мадарска река), която протича през общината с последните си 5 km.
В южната част на общината протича горното течение на река Главница, десен приток на Провадийска река. Тя води началото си под името Мерявица от подножието на връх Аталана в Провадийското плато на 365 m н.в., на 3 км югоизточно от село Кюлевча. До изтичането си от язовир „Снежина“ тече на югоизток в дълбока долина под името Аннадере, след което напуска пределите на община Каспичан.

### Населени места
Общината се състои от 9 населени места. Списък на населените места, подредени по азбучен ред, население и площ на землищата им:
| Населено място | Пребр. на населението през 2021 г. | Площ на землището (в км2) | Забележка (старо име)              | Населено място | Пребр. на населението през 2021 г. | Площ на землището (в км2) | Забележка (старо име)           |
| Върбяне        | 186                                | 16,688                    | Сюитли                             | Кюлевча        | 334                                | 55,023                    |                                 |
| Златна нива    | 389                                | 18,559                    | Текер                              | Марково        | 593                                | 55,942                    | Марковец, Марковча              |
| Каспичан       | 2551                               | 40,974                    | Гара Каспичан, Касбиджан           | Могила         | 275                                | 31,464                    |                                 |
| Каспичан       | 1055                               | -                         | в з-щето на гр. Каспичан, Каспичун | Плиска         | 795                                | 34,356                    | Ахибаба, Акбаба, Абоба, Плисков |
| Косово         | 230                                | 22,050                    | Косовец, Косовча                   | ОБЩО           | 6408                               | 375,056                   | 1 населено място е без землище  |

## Административно-териториални промени
- Указ № 86/обн. 26.03.1925 г. – преименува с. Абоба на с. Плисков;
- МЗ № 3775/обн. 07.12.1934 г. – преименува с. Сюитли (Сюютлю) на с. Върбяне;

– преименува с. Текер на с. Златна нива;
- след 1947 г. – осъвременено е името на с. Плисков на с. Плиска без административен акт;
- през 1956 г. – уточнено е името на с. Косовец (Косовча) на с. Косово без административен акт;

– уточнено е името на с. Марковец (Марковча) на с. Марково без административен акт;
- Указ № 546/обн. 15.09.1964 г. – признава гар.с. Гара Каспичан за гр. Каспичан;
- Указ № 202/обн. 02.03.1976 г. – заличава селата Калугерица и Каспичан и ги присъединява като квартали на гр. Каспичан;
- Указ № 2190/обн. 20.10.1981 г. – признава с. Плиска за гр. Плиска;
- Указ № 250/обн. 12.08.1991 г. – отделя кв. Каспичан от гр. Каспичан и го възстановява като отделно населено място – с. Каспичан;
- Указ № 173/обн. 21.07.2000 г. – отделя с. Мадара и неговото землище от община Каспичан и го присъединява към община Шумен.

## Население
Численост на населението според преброяванията през годините:
| Година на преброяване | Численост |
| 1934                  | 14 024    |
| 1946                  | 13 554    |
| 1956                  | 13 119    |
| 1965                  | 13 355    |
| 1975                  | 12 612    |
| 1985                  | 11 490    |
| 1992                  | 10 483    |
| 2001                  | 9 808     |
| 2011                  | 7 976     |
| 2021                  | 6 408     |

### Етнически състав
Преброяване на населението през 2011 г.
Численост и дял на етническите групи според преброяването на населението през 2011 г., по населени места (подредени по численост на населението):
| Населено място | Численост | Численост | Численост | Численост | Численост | Численост           | Численост     | Населено място | Дял (в %) | Дял (в %) | Дял (в %) | Дял (в %) | Дял (в %)           | Дял (в %)     |
| Населено място | Общо      | Българи   | Турци     | Цигани    | Други     | Не се самоопределят | Не отговорили | Населено място | Българи   | Турци     | Цигани    | Други     | Не се самоопределят | Не отговорили |
| Общо           | 7976      | 4935      | 1073      | 925       | 292       | 103                 | 648           | 100,00         | 61,87     | 13,45     | 11,59     | 3,66      | 1,29                | 8,12          |
| -------------- | --------- | --------- | --------- | --------- | --------- | ------------------- | ------------- | -------------- | --------- | --------- | --------- | --------- | ------------------- | ------------- |
| Каспичан       | 3116      | 2449      | 343       | 56        |           |                     | 259           | Каспичан       | 78,59     | 11,00     | 1,79      |           |                     | 8,31          |
| Плиска         | 906       | 726       | 54        |           |           | 31                  | 92            | Плиска         | 80,13     | 5,96      |           |           | 3,42                | 10,15         |
| Върбяне        | 265       | 128       | 124       | 4         | 0         | 6                   | 3             | Върбяне        | 48,30     | 46,79     | 1,50      | 0,00      | 2,26                | 1,13          |
| Златна нива    | 618       | 187       | 91        | 321       | 7         | 3                   | 9             | Златна нива    | 30,25     | 14,72     | 51,94     | 1,13      | 0,48                | 1,45          |
| Каспичан       | 1356      | 300       | 383       | 501       |           |                     | 119           | Каспичан       | 22,12     | 28,24     | 36,94     |           |                     | 8,77          |
| Косово         | 240       | 54        | 0         |           | 185       |                     | 0             | Косово         | 22,50     | 0,00      |           | 77,08     |                     | 0,00          |
| Кюлевча        | 347       | 341       |           |           | 0         |                     | 4             | Кюлевча        | 98,27     |           |           | 0,00      |                     | 1,15          |
| Марково        | 758       | 405       | 77        | 39        | 96        | 4                   | 137           | Марково        | 53,43     | 10,15     | 5,14      | 12,66     | 0,52                | 18,07         |
| Могила         | 370       | 345       | 0         | 0         | 0         | 0                   | 25            | Могила         | 93,24     | 0,00      | 0,00      | 0,00      | 0,00                | 6,75          |

### Вероизповедания
Численост и дял на населението по вероизповедание според преброяването на населението през 2011 г.:
|                     | Численост | Дял (в %) |
| Общо                | 7 976     | 100,00    |
| Православие         | 4 385     | 54,97     |
| Католицизъм         |           |           |
| Протестантство      | 37        | 0,46      |
| Ислям               | 1 160     | 14,54     |
| Друго               |           |           |
| Нямат               | 276       | 3,46      |
| Не се самоопределят | 503       | 6,30      |
| Непоказано          | 1 588     | 19,90     |

## Политика

### Общински съвет
Състав на общинския съвет, избиран на местните избори през годините:
| Партия, коалиция или инициативен комитет                                             | 2003    | 2007    | 2011    | 2015    | 2019    |
| Избирателна активност по време на изборите                                           | 56,27 % | 62,14 % | 60,39 % | 76,44 % | 55,96 % |
| Общ брой места                                                                       | 17      | 13      | 13      | 13      | 13      |
| ------------------------------------------------------------------------------------ | ------- | ------- | ------- | ------- | ------- |
| ГЕРБ                                                                                 |         | 4       | 6       | 6       | 5       |
| Алтернатива за българско възраждане                                                  |         |         |         |         | 2       |
| БСП за България                                                                      |         |         |         |         | 2       |
| Движение за права и свободи                                                          | 1       |         |         | 2       | 2       |
| Воля                                                                                 |         |         |         |         | 1       |
| Обединена социалдемокрация                                                           |         |         |         |         | 1       |
| Местна коалиция „АБВ – Либерали“ (Алтернатива за българско възраждане, Либерали)     |         |         |         | 3       |         |
| Българска социалистическа партия                                                     | 5       | 4       | 5       | 2       |         |
| Местна коалиция „Либералнодемократичен съюз“ (Либерали, Движение за права и свободи) | 4       | 3       | 2       |         |         |
| Национално движение „Симеон Втори“                                                   | 1       | 2       |         |         |         |
| Български земеделски народен съюз - Народен съюз                                     | 1       |         |         |         |         |
| Политическо движение „Социалдемократи“                                               | 1       |         |         |         |         |
| Българско движение Национален идеал за единство                                      | 1       |         |         |         |         |
| Българска социалдемокрация                                                           | 1       |         |         |         |         |
| ВМРО – Българско национално движение                                                 | 1       |         |         |         |         |
| Веселка Кирова Маринова – инициативен комитет                                        |         |         |         |         |         |

## Транспорт
През общината преминават два участъка от Железопътната мрежа на България с обща дължина 29,5 km.
- През средата на общината, от запад на изток, на протежение от 17,3 km – участък от трасето на жп линията София – Мездра – Горна Оряховица – Шумен – Каспичан – Варна;
- От северозапад на югоизток, на протежение от 12,2 km – последният участък от трасето на жп линията от Русе – Самуил – Каспичан.

През общината преминават изцяло или частично 6 пътя от Републиканската пътна мрежа на България с обща дължина 56,5 km:
- участък от 5,5 km от автомагистрала Хемус (от km 355,1 до km 360,6);
- участък от 7,5 km от Републикански път I-2 (от km 126,5 до km 134,0);
- последният участък от 5,9 km от Републикански път III-2006 (от km 7,5 до km 13,4);
- целият участък от 10,2 km от Републикански път III-2007;
- участък от 17,9 km от Републикански път III-2082 (от km 18,3 до km 36,2);
- участък от 9,5 km от Републикански път III-7003 (от km 30,1 до km 39,6).

## Топографска карта
- Лист от карта K-35-19. Мащаб: 1 : 100 000.
- Лист от карта K-35-31. Мащаб: 1 : 100 000.